# Ōke no monshō
Ōke no monshō (王家の紋章?) è un manga scritto e disegnato da Chieko Hosokawa. 
La pubblicazione è iniziata sul periodico Princess di Akita Shoten nel luglio 1976 ed è ancora in corso, la sua longevità lo ha portato a superare i 60 volumi tankōbon in cui viene raccolto.
Dal manga sono stati tratti un OAV, realizzato da Toei Animation nel 1988, e due drama CD, prodotti da Pony Canyon nel 1990 e poi riproposti nel 2004.
Nel 1991 Ōke no monshō ha vinto il 36º premio Shogakukan per i manga nella categoria shōjo. Nel 2006, con una vendita complessiva di 36 milioni di copie, si è classificato come il terzo manga shōjo più venduto di sempre in Giappone.

## Trama
Carol Reed è una ragazza americana dai capelli biondi e gli occhi celesti appassionata di egittologia. 
Insieme ai genitori e al fratello si trova a Il Cairo per degli scavi archeologici per in cerca di antiche tombe rimaste sepolte.
Gli archeologi si imbattono inaspettatamente nel sepolcro del Faraone Memphis, ma l'apertura del mausoleo scatena anche un'antica maledizione che grava su di esso, risvegliando la Regina Isis, sorella di Memphis, dal suo sonno millenario per vendicarsi degli intrusi. 
L'antica regina riesce ad avvicinarsi a Carol e uccide il padre di lei con un cobra velenoso, la ragazza si salva per miracolo, ma viene trascinata con la sovrana nel passato di tremila anni prima, all'epoca dell'Antico Egitto.
Nel passato Carol incontra anche il vero Memphis, un faraone crudele ed egoista che governa in modo tirannico, ma grazie al proprio carattere riuscirà ad ammansirlo e si innamorerà piano piano di lui ricambiata, suscitando l'odio della sorella di Memphis, la quale è a sua volta innamorata del faraone: Isis tenterà molte volte di assassinare Carol durante la storia, finora senza successo. 
Carol si lascia presto coinvolgere nella vita del passato, appassionandosi a particolari circostanze o personaggi coinvolti nelle vicende dell'Egitto e la sua profonda conoscenza della storia e degli eventi passati riuscirà ad aiutare il faraone e l'Egitto nelle molte difficoltà che si prospetteranno davanti a lei. Carol avrà anche modo di incontrare molte altre culture del passato come gli Assiri e gli Ittiti, il cui principe Izmir si innamora della ragazza proveniente dal futuro, suscitando l'ira di Memphis.